# Nationalpark Dzūkija

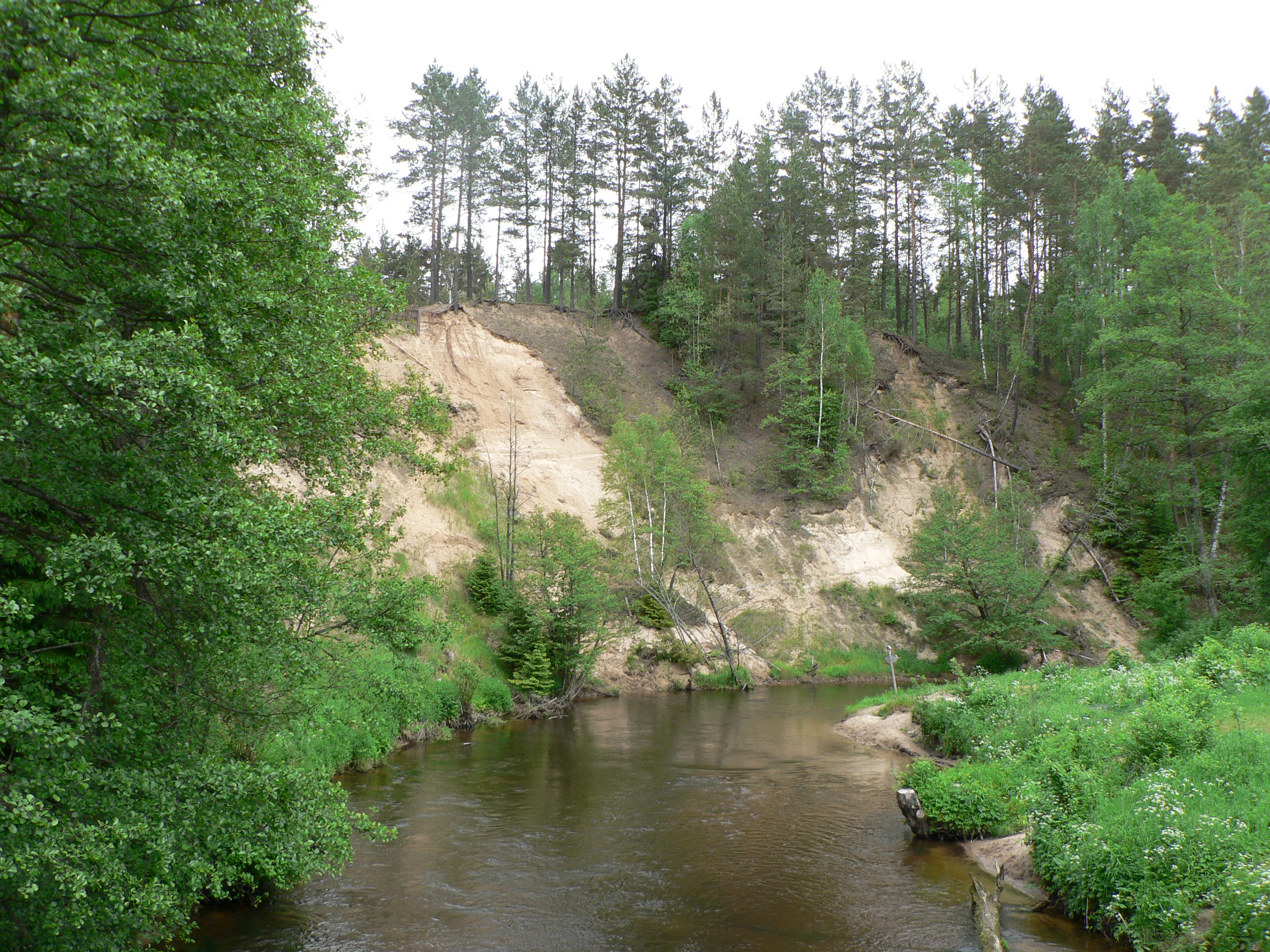
Der Fluss Ūla, Paddeln ist hier nur mit Genehmigung gestattet, die aufgrund Kontingentierung nur im Voraus zu erlangen ist

Der Nationalpark Dzūkija (litauisch Dzūkijos nacionalinis parkas) ist mit einer Fläche von 58.519 ha der größte Nationalpark in Litauen. Er befindet sich im Süden des Landes in der Region Dzūkija und grenzt an Belarus. Die Verwaltung befindet sich im Dorf Marcinkonys.
Im Park befinden sich zahlreiche weitere verschiedene Naturschutzgebiete. Das bekannteste hiervon ist das Totalreservat Čepkelių raistas, eine zusammenhängende Moorlandschaft, mit einer Fläche von 11.227 ha die größte erhaltene in Litauen. Dieses Gebiet steht seit 1993 unter Schutz gemäß der Ramsar-Konvention. Das Reservat wurde bereits 1974 ins Leben gerufen, der Nationalpark jedoch erst 1991 gegründet.
130,04 km² in des Nationalparks gehören zu den von der European Wilderness Society zertifizierten Wilderness-Gebieten.
Der Merkinė-Aussichtsturm im Nationalpark Dzūkija ist ein einzigartiges, 26 Meter hohes Bauwerk, das den Spitznamen „Pušų gojelis“ (dt. Kleiner Kiefernwald) trägt. Dieser Name leitet sich von seinem Design ab, das sich nahtlos in den umgebenden Wald einfügt.